# Кливер, Сью
Сю́занн «Сью» Кли́вер (англ. Suzanne «Sue» Cleaver; 2 сентября 1963, Уотфорд, Хартфордшир, Англия, Великобритания) — английская актриса.

## Биография
Сюзанн Кливер родилась 2 сентября 1963 года в Уотфорде (графство Хартфордшир, Англия, Великобритания) (по другим данным в 1965 году в Лондоне).
В подростковом возрасте Сью жила в Манчестере, провела год в Канаде, работая няней и в тоге получила образование массажиста.

## Карьера
Сью дебютировала в кино в 1994 году, сыграв роль секретарши Паттена в эпизоде «Нечего скрывать» телесериала «Прикосновение мороза». В 2000 году Кливер сыграла девушки с красным крестом в фильме «Человек, который плакал». Всего она сыграла в 14-ти фильмах и телесериалах.
Сью — лауреат премии «TV Quick Awards» (2007).

## Личная жизнь
Сью в разводе с актёром Джеймсом Куинном.
В 1990-х годах Сью состояла в фактическом браке. В этих отношениях Кливер родила своего первенца — сына Эллиота (род.1998).

## Избранная фильмография
| Год       |   | Русское название        | Оригинальное название | Роль                      |
| --------- | - | ----------------------- | --------------------- | ------------------------- |
| 1994      | с | Прикосновение мороза    | A Touch of Frost      | секретарша Паттена        |
| 1994—2013 | с | Coronation Street       | Coronation Street     | сестра Трис/Айлин Гримшоу |
| 2000      | ф | Человек, который плакал | The Man Who Cried     | девушка с красным крестом |